# O come Otello
O come Otello (O) è un film del 2001 diretto da Tim Blake Nelson, adattamento moderno del dramma di William Shakespeare Otello.

## Trama
Palmetto Grove University: la squadra di basket della scuola riesce a vincere una partita, ribaltandone il risultato, e il giovane Odin, unico ragazzo nero, viene acclamato miglior giocatore in campo. Durante i festeggiamenti per la vittoria, Hugo, figlio dell'allenatore della squadra Duke, rivela all'amico Roger di essere arrabbiato per non esser lui il capitano della squadra e di sentirsi scippato da Odin e di volersi per questo vendicare su di lui e sul suo migliore amico Michael.
Inizia così tutta una serie di intrighi, orchestrati da Hugo: su sua istigazione, Roger telefona in forma anonima al preside della scuola, accusando Odin di aver violentato sua figlia Daisy, anch'essa studentessa. Il giorno dopo, Odin viene convocato dal preside e la situazione viene chiarita anche grazie all'intervento di Daisy, che invece rivela al padre di esser fidanzata con Odin da qualche mese. Odin quindi affronta Roger, a sua volta innamorato di Daisy, picchiandolo. La sera stessa, alla vigilia di un'altra partita importante, Odin si intrufola nella stanza di Daisy e le regala il fazzoletto della nonna, che la sua famiglia tramanda di generazione in generazione, come segno del suo amore per lei.
La squadra di Odin vince la partita e la sera, durante i festeggiamenti per la vittoria, Odin regala a Daisy un anello di fidanzamento, ma nel frattempo Hugo manovra Roger per provocare Michael, facendo scoppiare una rissa. Il giorno dopo, Duke convoca i ragazzi e sospende Michael dalla squadra. Odin rimprovera aspramente l'amico per il suo comportamento, creando così una frattura tra i due. Durante la partita successiva, Odin dal campo vede Michael in tribuna abbracciare Daisy e si ingelosisce; Hugo nota la cosa e decide di sfruttarla per i suoi intrighi. Con un gioco di bugie, instilla in Odin il dubbio che Daisy lo tradisca per Michael, e infine convince Emily, un'amica di Daisy innamorata di Hugo, a sottrarre alla ragazza il fazzoletto che le aveva regalato Odin. Hugo fa poi in modo di far avere a Odin il fazzoletto lasciando intendere che lei lo aveva regalato a un suo amante. Completamente in preda alla gelosia, Odin affronta Daisy, che dopo un'accesa scenata, decide di scacciarlo.
Al termine di una partita, Hugo confida infine falsamente a Odin di esser venuto a sapere con certezza che Daisy e Michael hanno un rapporto sessuale e si prendono gioco di lui con insulti razzisti. Quando, a un allenamento, Duke, insoddisfatto dal rendimento di Odin, decide di sostituirlo con Michael, Odin esplode di rabbia, aggredendo l'amico per poi raggiungere Hugo nella sua stanza. Hugo esaspera l'ira di Odin, che gli chiede aiuto per uccidere Michael.
Procuratasi una pistola, Hugo rivela a Odin il suo piano: Odin deve uccidere Daisy per poi far ricadere la colpa su Michael, mentre Hugo avrebbe organizzato insieme a Roger un agguato per uccidere Michael. L'agguato però fallisce: Roger non riesce a uccidere Michael ma solo a ferirlo gravemente. A questo punto, Hugo uccide Roger, lasciando Michael a morire dissanguato, per far credere che i due si sono uccisi a vicenda. Odin intanto ha ucciso Daisy ma viene raggiunto a casa della ragazza da Emily che, sconvolta dall'accaduto, rivela a Odin tutto l'intrigo. Hugo, arrivato anch'egli a casa di Daisy, fa in tempo a sentire la confessione di Emily e per vendetta la uccide. Odin, sconvolto dall'orrore per la scoperta della verità e dal rimorso per il suo gesto omicida, si suicida sparandosi al petto.